# Mikhail Ilyich Koskin
Mikhail Ilyich Koskin (Tiếng Nga: Михаил Ильич Кошкин, 1898 – 1940) là một nhà thiết kế xe tăng của Liên Xô và là thiết kế trưởng của chiếc tăng T-34 lừng danh.

## Những nỗ lực cuối đời
Thời trẻ Koskin là một người làm nến, nhưng sau đó ông học ngành kĩ sư. Koskin qua đời vào năm 1940 do căn bệnh viêm phổi trong khi đang lái một chiếc T-34.

## Vinh danh
Mikhail Ilyich Koskin được truy tặng Giải thưởng Quốc gia Stalin vào năm 1942 và sau đó là Huân chương Sao Đỏ. Năm 1990, tổng thống Liên Xô M. Gorbachev đã ký truy tặng danh hiệu Anh hùng lao động Xã hội Chủ nghĩa Liên Xô cho M.Koshkin.